# Верланов, Сергей Алексеевич
Сергей Алексеевич Верланов (укр. Сергій Олексійович Верланов; род. 6 августа 1981, Львов) — украинский юрист, государственный служащий. Глава Государственной налоговой службы Украины (с 8 мая 2019 года по 24 апреля 2020 года).
Заместитель Министра финансов Украины (июль 2018 — май 2019).

## Биография
Сергей Верланов родился 6 августа 1981 года во Львове. В 2003 году он окончил юридический факультет Львовского национального университета имени Ивана Франко по специальности «Правоведение» и получил квалификацию магистра права.
После завершения учёбы Верланов работал юрисконсультом ряда предприятий Львовской области. В 2005 году он получил свидетельство адвоката в Львовской областной КДКА. В октябре 2014 его включили в реестр адвокатов города Киева.
В 2008 году Верланов получил научную степень кандидата юридических наук по специальности «Теория и история государства и права; история политических и правовых учений». В том же году он начал работать в должности юриста в одной из компаний Большой четверки — PricewaterhouseCoopers (PwC), где проработал до июня 2015 года.
С июля 2015 году по июль 2018 он занимал должность партнера в одной из ведущих Юридических фирм Украины «Sayenko Kharenko», где возглавлял налоговую практику.
В 2015—2017 годах Сергей Верланов был сопредседателем комитета по вопросам правовой политики Американской Торговой Палаты в Украине.
В 2016—2018 годах входил в состав Общественного совета добродетели и Высшей квалификационной комиссии судей Украины (делегирован Ассоциацией юристов Украины).
26 июля 2018 Сергей Верланов назначен по представлению тогда ещё и. о. министра Оксаны Маркаровой на должность заместителя Министра финансов Украины. На этой должности он занимался налоговой и таможенной политикой, реформой Государственной фискальной службы и таможенной службы, финансовыми расследованиями.
8 мая 2019 Кабинет Министров утвердил Сергея Верланова Главой Государственной налоговой службы на пять лет с даты начала фактического исполнения обязанностей. Сергей Верланов получил эту должность как победитель конкурса на должность главы ГНС, который был объявлен правительством 20 марта 2019 в рамках реформы Государственной фискальной службы Украины.
23 апреля 2019 победителем конкурса Комиссия определила Сергея Верланов и рекомендовала его для назначения на должность руководителя Государственной налоговой службы.
С 31 июля 2019 Сергей Верланов вошел в Национальный совет по вопросам антикоррупционной политики Украины.
Женат, имеет дочь, свободно владеет английским языком.